# Czersk
Czersk là một thị trấn thuộc huyện Chojnicki, tỉnh Pomorskie ở bắc Ba Lan. Thị trấn có diện tích 10 km². Đến ngày 1 tháng 1 năm 2011, dân số của thị trấn là 9673 người và mật độ 994 người/km².